# غابرييلا بيتروفا
غابرييلا بيتروفا (بالبلغارية: Габриела Петрова)‏ هي منافسة ألعاب القوى بلغارية، ولدت في 29 يونيو 1992 في هاسكوفو في بلغاريا.

## وصلات خارجية
- غابرييلا بيتروفا على موقع الاتحاد الدولي لألعاب القوى (الإنجليزية)
- غابرييلا بيتروفا على موقع الدوري الماسي (الإنجليزية)
- غابرييلا بيتروفا على موقع أوليمبيديا (الإنجليزية)